# Rudnianska Lehota
Rudnianska Lehota (hongrois : Rudnószabadi) est un village de Slovaquie situé dans la région de Trenčín.

## Histoire
La première mention écrite du village date de 1477.

## Démographie

### Évolution de la population
| Année:               | 1994. | 2004.   | 2014.   | 2024.   |
| -------------------- | ----- | ------- | ------- | ------- |
| Nombre de personnes: | 718   | 722     | 741     | 732     |
| Différence:          |       | +0,55 % | +2,63 % | -1,21 % |

| Année:               | 2023. | 2024.   |
| -------------------- | ----- | ------- |
| Nombre de personnes: | 725   | 732     |
| Différence:          |       | +0,96 % |